# Länsfängelset i Västerås

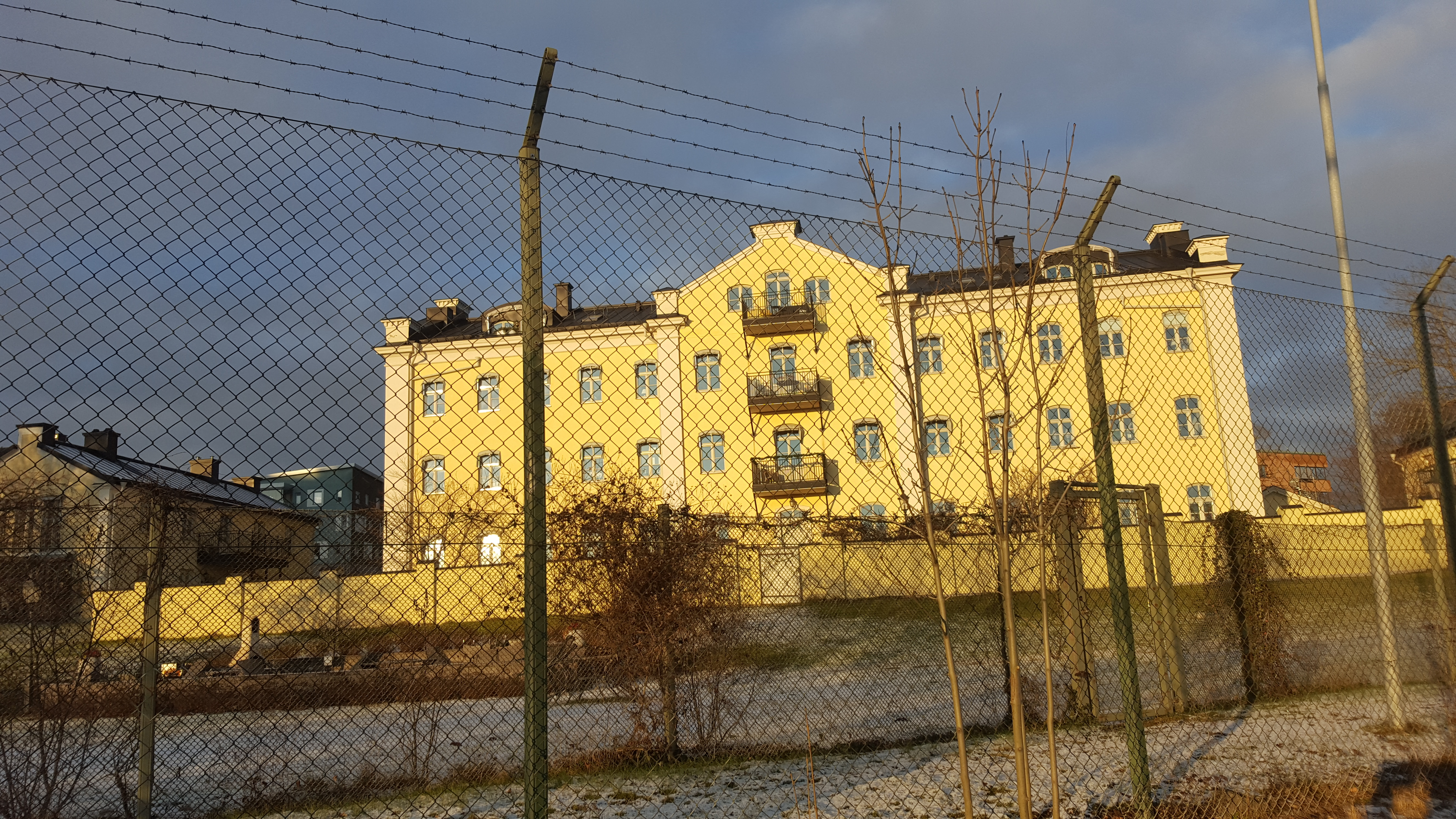
Fängelsebyggnaden 2020.

Länsfängelset i Västerås, senare Straffängelset i Västerås, var ett cellfängelse öppnat 1857. Fastigheten byggdes efter stängningen av fängelset om till bostadshus år 2001.

## Historia
Fastigheten ligger centralt och byggdes i trädgården till Västerås slott. Den ersatte de fängelserum som fanns i själva slottets flyglar och källarvåning. Fängelset var det tjugoförsta i ordningen av de som byggdes, till följd av fängelsereformen, som beslutats vid 1844 års riksdag. Det var till utseendet likt andra enrumsfängelser från tiden, med sammanlagt 66 ljusa och 5 mörka celler och uppfördes efter ritningar av Carl Fredrik Hjelm. Arbetena påbörjades 1854 och anstalten öppnades 1857. Byggnadskostnaden var 117 427 kronor. Fram till järnvägens tillkomst 1878 hade fängelset kontakt med Mälaren.
Vid en reform 1911 ändrades beteckningen på de större länsfängelserna, däribland Västerås, till straffängelse. Under 1920-talet var anstalten främst ett rannsaknings- och bötesfängelse, men på 1930-talet blev det åter ett normalt straffängelse. Anstalten lades ned i juni 1998.

## Kända fångar
- Erik Axel Karlfeldt, nobelpristagare i litteratur, vars far, avtjänade straff för urkundsförfalskning.
- Carl Fredrik Lilja, yrkesförbrytare
- John Filip Nordlund, även Mälarmördaren, Svarte-Filip, Mordlund, massmördare och den näst sista personen som avrättades i Sverige, vilket skedde på Västerås länsfängelses gård den 10 december 1900.[1]

## Efter nedläggningen
Bostadsrättsföreningen Slottsträdgården förvärvade 2001 fastigheten, som byggdes om till flerbostadshus med 23 lägenheter.